# 小哥哥有妖气
《小哥哥有妖气》，2018年大陸網路劇，由1CM領譽、yoo视频和光線傳媒聯合製作的首部恋爱幻想微剧。2018年11月26日起每周一至周四中午12點播出，每集5分鐘。講述的是王玥婷與「12個」小動物或動物玩偶變成的「小哥哥」，所發生的一連串奇幻「愛情」故事。由王玥婷、查杰、虞祎杰、馬振桓(SpeXial)、易柏辰(SpeXial)、Teddy、蔡荣、阳兵卓、闪蓝桥、常斌、刘彤、陈雨成、邹竞锋、Sunnee领衔主演。

## 簡介
熟悉動物行為學的母胎solo王玥婷，渴望在平凡的生活中出現一段唯美的愛情。不知從什麼原因，她的願望成真，身邊的動物，甚至是玩偶在短時間內變成了小哥哥來陪伴自己，有的像小狗一樣黏人、有的像蛇一樣自戀、有的像貓一樣傲嬌……十二種不同的小哥哥帶來不同的戀愛體驗。但願望成真又消失之後，玥婷變得失落，開始懷疑這是自己的一場夢，夢醒了仍是那個平凡的人，因此變得頹廢，這時最後的萌寵戀人出現在面前。

## 播出時間
| 頻道     | 所在地 | 播映日期                         | 播出時間               |
| yoo視頻  | 中国   | 2018年11月26日起至2019年1月8日止 | 每周一至周四中午12：00 |
| 騰訊視頻 | 中国   | 2018年11月26日起至2019年1月8日止 | 每周一至周四中午12：00 |
| 愛奇藝   | 中国   | 2018年11月26日起至2019年1月8日止 | 每周一至周四中午12：00 |

## 演員列表

### 主要人物
| 演員   | 角色 (動物)         | 介紹 | 登場集數   |
| 王玥婷 | 王玥婷              | 作為一個平凡而普通的人，人生平凡得好像一張白紙，沒有任何精彩的故事，至今仍是母胎solo。大學讀的是動物行為學，接觸動物的時間比接觸人類的都還要長，小區鄰居也經常將寵物寄養。因為內心渴望戀情，有一天，在極力渴望的意志下，隔天醒過來時，身邊出現了動物變成的「小哥哥」。 | 1-26       |
| 查杰   | 查杰 (加菲貓)       | 加菲貓變成的帥氣小哥哥。傲嬌本體，表面上總是不理不睬，內心很渴望陪伴，但絕不說出口。 | 1-2        |
| 虞禕傑 | 小杰 (小倉鼠)       | 小倉鼠變成的帥氣小哥哥。膽小貪吃，躲在自己的世界裡生活，喜歡陪伴，對人友好。 | 3-4        |
| 馬振桓 | (白條錦蛇)          | 白條錦蛇變成的帥氣小哥哥。冷酷而霸道，表現強勢實則呆萌，內心細膩、溫暖。 | 5-6        |
| 易柏辰 | 柏辰 (小白兔)       | 小白兔變成的帥氣小哥哥。靦腆而羞澀，不拒絕、不反抗，擔心自己會帶來麻煩，努力做好自己力所能及的事。 | 7-8        |
| Teddy  | Teddy (泰迪犬)      | 泰迪犬變成的帥氣小哥哥。黏人，強行刷存在感，對一切威脅自己中心地位的人充滿敵意。 | 9-10       |
| 蔡榮   | 蔡榮 (蜥蜴)         | 蜥蜴變成的帥氣小哥哥。撩妹高手，善於製造各種撩人情節，展現自己獨特魅力。 | 11-12      |
| 陽兵卓 | (金魚)              | 金魚變成的帥氣小哥哥。記憶只有七秒，給人一種沒心沒肺的感覺，但對自己在乎的事，想盡一切辦法記住。 | 13-14      |
| 閃藍橋 | 閃藍橋 (烏龜)       | 烏龜變成的帥氣小哥哥。名副其實的老幹部，每天喝茶看報，教大家如何慢下來生活。 | 15-16      |
| 常斌   | 常斌 (黑蜘蛛)       | 蜘蛛變成的帥氣小哥哥。性格孤僻，有點陰鬱，沉默寡言，不善交際，但渴望朋友，為了獲得朋友，不斷努力。 | 17-18      |
| 劉彤   | 劉彤 (青蛙)         | 青蛙變成的帥氣小哥哥。打呼聲很大，但愛追夢、愛旅行，不安於自己現在生活，世界那麼大，一定要看一看。 | 19-20      |
| 陳雨成 | 雨成 (熊貓玩偶)     | 小熊貓玩偶變成的帥氣小哥哥。懶惰，每天生活在零食和追劇的世界裡，會用自己懶惰的生活激勵別人。 | 21-22      |
| 鄒競鋒 | 小鋒 (小綿羊玩偶)   | 小綿羊玩偶變成的帥氣小哥哥。親切、溫柔，什麼事情都為別人著想，什麼事情都安排的妥妥當當。 | 23-24      |
| Sunnee | Sunnee (小黃鴨玩偶) | 小黃鴨玩偶變成的帥氣小姐姐。暖心，為在乎的人無保留付出，即使再辛苦也會堅持。 | 25-26      |
| 孫露鷺 | 露鷺                | 王玥婷的師姐，租房成為玥婷的室友。長得漂亮，是玥婷的女神，擅長撩人。跟柏辰(小白兔)相處時，玥婷說像老虎遇上兔子。 | 6-8、11-12 |

### 特別演出
| 演員   | 角色介紹                                     | 登場集數 |
| 閆麗娟 | 張阿姨，查杰(加菲貓)的主人。                 | 1-3      |
| 于航   | 小杰(小倉鼠)的主人。                         | 3-4      |
| 孫奕生 | 白條錦蛇的主人。                             | 5        |
| 劉春霞 | 王玥婷的房東。                               | 6        |
| 楊倩   | Teddy(泰迪犬)的主人。                        | 9        |
| 李丹   | 程太太，王玥婷的鄰居，家裡有一隻叫可兒的狗。 | 10       |
| 王皓   | 蔡榮(蜥蜴)的主人。                           | 11       |
| 付英力 | 王玥婷的朋友。                               | 18       |
| 小甘   | 王玥婷的朋友。                               | 18       |
| 蘇曼菲 | 雨成(小熊貓布偶)的主人。                     | 21-22    |
| 高睿儀 | 小鋒(小綿羊玩偶)的主人。                     | 24       |
| 許文昌 |                                              | 25-26    |
| 韓一思 |                                              | 25-26    |

## 各集標題
| 集數 | 首播日期       | 標題                         |
| 1    | 2018年11月26日 | 依然不知道愛情是什麼         |
| 2    | 2018年11月27日 | 突然多了一個人的生活         |
| 3    | 2018年11月28日 | 貪吃又膽小的傢伙             |
| 4    | 2018年11月29日 | 這是衣服犯的錯               |
| 5    | 2018年12月3日  | 讓人無法直視的霸道總裁       |
| 6    | 2018年12月4日  | 平凡而普通的你最讓人心動     |
| 7    | 2018年12月5日  | 拿了傻白甜劇本的食草男       |
| 8    | 2018年12月6日  | 恰似你的溫柔                 |
| 9    | 2018年12月10日 | 讓人無法生氣的泰迪           |
| 10   | 2018年12月11日 | 以前都可以 為什麼現在不行    |
| 11   | 2018年12月12日 | 讓人無力招架的撩妹狂         |
| 12   | 2018年12月13日 | 男人都是大豬蹄子             |
| 13   | 2018年12月17日 | 你所有的小習慣 我慢慢知道    |
| 14   | 2018年12月18日 | 我不是沒心沒肺 只是……        |
| 15   | 2018年12月19日 | 調不到同一頻道的老幹部       |
| 16   | 2018年12月20日 | 慢生活好像也不錯             |
| 17   | 2018年12月24日 | 第一次覺得聊天如此艱難       |
| 18   | 2018年12月25日 | 你願意做我的朋友嗎           |
| 19   | 2018年12月26日 | 生活在別處                   |
| 20   | 2018年12月27日 | 用我的一千零一夜打開你的世界 |
| 21   | 2018年12月31日 | 變成帥哥也這麼懶嗎           |
| 22   | 2019年1月1日   | 迎難而上才是你的人生真諦啊   |
| 23   | 2019年1月2日   | 理想型的另一半               |
| 24   | 2019年1月3日   | 你可以為了我留下嗎           |
| 25   | 2019年1月7日   | 原來是姐姐呀                 |
| 26   | 2019年1月8日   | 我比較無能，而你無所不能     |

## 奖项
| 年份 | 獎項                                              |
| ---- | ------------------------------------------------- |
| 2019 | - 腾讯企鹅号2018年度金企鹅盛典 - 年度人气微短剧奖 |

## 外部連結
- 寻找1CM （页面存档备份，存于）的新浪微博
- 小哥哥有妖气 （页面存档备份，存于）騰訊視頻
- 小哥哥有妖气 （页面存档备份，存于）愛奇藝